# Jesse Bisiwu
Jesse Eugen Bisiwu (22 januari 2008) is een Belgisch voetballer die onder contract ligt bij Club Brugge.

## Carrière
Bisiwu ruilde in 2020 de jeugdopleiding van Oud-Heverlee Leuven voor die van Club Brugge. 
ondertekende in januari 2023 een profcontract tot 2024 bij de Brugse club. Op 9 december 2023 maakte hij zijn profdebuut in het shirt van Club NXT: in de competitiewedstrijd tegen de RSCA Futures (0-1-verlies) liet trainer Nicky Hayen hem in de 78e minuut invallen voor Benjamin Faraas. Bisiwu mocht in zijn debuutseizoen zes keer invallen in de Challenger Pro League, op 12 april 2024 kreeg hij van trainer Robin Veldman zijn eerste basisplaats tegen RFC de Liège.
In september 2024 brak Club Brugge het contract van Bisiwu open tot medio 2027.

## Clubstatistieken
| Seizoen         | Club            | Land            | Competitie      | Competitie | Competitie | Beker | Beker | Supercup | Supercup | Europees | Europees | Totaal | Totaal |
| Seizoen         | Club            | Land            | Competitie      | Wed.       | Dlp.       | Wed.  | Dlp.  | Wed.     | Dlp.     | Wed.     | Dlp.     | Wed.   | Dlp.   |
| --------------- | --------------- | --------------- | --------------- | ---------- | ---------- | ----- | ----- | -------- | -------- | -------- | -------- | ------ | ------ |
| 2023/24         | Club NXT        | Vlag van België | Eerste klasse B | 7          | 0          | —     | —     | —        | —        | —        | —        | 7      | 0      |
| 2024/25         | Club NXT        | Vlag van België | Eerste klasse B | 12         | 1          | —     | —     | —        | —        | —        | —        | 12     | 1      |
| Carrière totaal | Carrière totaal | Carrière totaal | Carrière totaal | 19         | 1          | 0     | 0     | 0        | 0        | 0        | 0        | 19     | 1      |

Bijgewerkt op 11 mei 2023.
2 Romero ·
4 Ordóñez ·
8 Tzolis ·
9 Jutglà ·
10 Vetlesen ·
14 Meijer ·
15 Onyedika ·
16 Van den Heuvel ·
17 Vermant ·
19 Nilsson ·
20 Vanaken  · 
21 Skóraś ·
22 Mignolet ·
24 Osuji ·
27 Nielsen ·
29 Jackers ·
30 Jashari ·
41 Siquet ·
44 Mechele ·
55 De Cuyper ·
58 Spileers ·
62 Audoor ·
64 Sabbe ·
65 Seys ·
66 Yameogo ·
67 Et Taïbi ·
68 Talbi ·
71 De Corte ·
81 Vanden Driessche ·
84 Campbell ·
87 Furo ·
Coach: Hayen
Assistent-coach: Jonckheere